# Tuschendorf
Tuschendorf ist ein Ortsteil der Gemeinde Martfeld im Nordosten des niedersächsischen Landkreises Diepholz. Der Ort liegt südöstlich des Hauptortes Martfeld an der Kreisstraße K 142 von Martfeld nach Eitzendorf, einem Ortsteil der Gemeinde Hilgermissen im Landkreis Nienburg/Weser.

## Baudenkmale
Während in der Liste der Baudenkmale in Martfeld  für die gesamte Gemeinde Martfeld 59 Baudenkmale aufgeführt sind (davon im Kernort Martfeld 37, in Hustedt drei und in Kleinenborstel 19), ist für Tuschendorf kein Baudenkmal ausgewiesen.